# Guillaume Siaudeau
Guillaume Siaudeau est un écrivain français né en 1980 à La Roche-sur-Yon. 

## Prix et récompenses
- 2014 : Tartes aux pommes et fin du monde sélectionné pour le prix René-Fallet
- 2014 : Tartes aux pommes et fin du monde présélectionné pour le prix du premier roman du festival de Chambéry